# Schoppemerheide
De Schoppemerheide of Schophemerheide is een bosgebied in de gemeente Voeren in de Belgische provincie Limburg. Het bos ligt ten noordoosten van Schophem, ten noordwesten van Sint-Martens-Voeren en een kilometer naar het noordoosten ligt Noorbeek. In het noordoosten ligt een hoekpunt van de landsgrens met Nederland.
Het bos is een hellingbos en ligt op de zuidhelling van een plateaurug, tevens de noordelijke dalwand van het dal van de Voer. Dit is de rechteroever van deze beek. Ten noorden en westen van het bos ligt het Noordal waarin de Noor(beek) stroomt, een beek die bij Vitschen (uitspraak Vitsjen) uitmondt in de Voer. Ten oosten van het bos wordt het begrensd door een dal met daarin een klein beekje bij Kwinten. Aan de andere zijde van dat dalletje ligt het Broekbos.
Op de Ferraris-kaart uit 1778 is te zien dat er toentertijd een heidegebied van minstens 25 ha lag. In de loop van de negentiende eeuw werd het bebost en voor een klein deel omgezet in akkers en weilanden. Natuurpunt, de eigenaar van het gebied, probeert nu op sommige percelen de heidevegetatie terug te krijgen door een aangepast beheer.
Het gebied maakt deel uit van het natuurreservaat Altenbroek, verwijzend naar het kasteel Altenbroek dat in het dal van de Noor ten noorden van het bos gelegen is. Boven op de plateaurug ligt aan de noordoostkant van het bos hoeve Kattenrot met gelijknamige straatnaam. Het gebiedje met stukje bos in het oostelijk deel van het totale bosgebied wordt ook Kattenrot genoemd.
Ten zuiden van de Schoppemerheide ligt in het Voerdal het kasteel van Ottegraeven.
Deelgemeenten: 's-Gravenvoeren · Moelingen · Remersdaal · Sint-Martens-Voeren · Sint-Pieters-Voeren · Teuven

Overige kernen: Berg · Drink · Gieveld · Hagelstein · Ketten · Knap · Krindaal · Nurop · Obsinnich · Peerds · De Plank · Reesberg · Rullen · Schilberg · Schophem · Schoppemerheide · Sinnich · Snauwenberg · Stroevenbos · Swaan · Ulvend · Veld · Veurs

Belgische gemeenten · Arrondissement Tongeren · Limburg · Vlaanderen